# Aménagement foncier rural
L'aménagement foncier rural est en France un ensemble de procédures tendant à redistribuer les parcelles en milieu rural de manière à faciliter leur exploitation et à mieux les adapter à leurs usages.

## Définition législative en France
Depuis la loi du 23 février 2005 relative au développement des territoires ruraux (loi DTR), l'aménagement foncier rural est défini à l'article L. 121-1 du code rural :

« L'aménagement foncier rural a pour but d'améliorer les conditions d'exploitation des propriétés rurales agricoles ou forestières, d'assurer la mise en valeur des espaces naturels ruraux et de contribuer à l'aménagement du territoire communal ou intercommunal défini dans les plans locaux d'urbanisme, les cartes communales ou les documents en tenant lieu, dans le respect des objectifs mentionnés aux articles L. 111-1 et L.111-2. »

## Les quatre modes d'aménagement foncier
La loi DTR simplifie les procédures d'aménagement foncier. Le nombre de procédures a  été réduit : celles qui apparaissaient comme obsolètes ont été abrogées et d’autres ont fait l’objet d’un regroupement.
Ainsi, il ne subsiste que quatre modes d’aménagement: 
- l'aménagement foncier agricole et forestier (articles L. 123-1 à L. 123-35 du code rural). Ce terme remplace le mot « remembrement » dans le code rural ;

- les échanges et cessions amiables d'immeubles ruraux (articles L. 124-1 à L. 124-13) ;

- la mise en valeur des terres incultes (articles L. 125-1 à L. 125-15 et L. 128-3 à L. 128-12) ;

- la réglementation et la protection des boisements (articles L. 126-1 à L. 126-5).

## La conduite des procédures
Les procédures d'aménagement foncier rural sont conduites par des commissions communales, intercommunales et départementales d'aménagement foncier, sous la responsabilité du Conseil départemental.

### La commission communale d'aménagement foncier
La commission communale d'aménagement foncier (CCAF) est une autorité administrative qui a pour mission de conduire les opérations d’aménagement.
Elle est composée du maire de la commune concernée, d'exploitants, de propriétaires, de personnes qualifiées en matière de faune, flore et de la protection de la nature (plus communément appelées PQPN), de fonctionnaires... Elle est présidée par un commissaire enquêteur.
Lorsque l’aménagement foncier concerne le territoire de plusieurs communes limitrophes, les terres peuvent être comprises dans un même périmètre d’aménagement foncier : dans ce cas le conseil général peut créer une commission intercommunale d'aménagement foncier (CIAF) dotée des mêmes pouvoirs que la CCAF.

### La commission départementale d'aménagement foncier
La commission départementale d'aménagement foncier (CDAF) est une autorité administrative qui statue sur les contestations des décisions de la commission communale ou intercommunale et qui rend des avis et autorisations à différents moments de la procédure. 
Elle est composée de conseillers généraux, de maires de communes rurales, de représentants des organisations syndicales agricoles, de propriétaires, d'exploitants, de personnes qualifiées en matière de faune, flore et de la protection de la nature, de fonctionnaires... Elle est également présidée par un commissaire enquêteur.